# Palaeoborus
Palaeoborus is een geslacht van uitgestorven gieren dat in het Mioceen en Plioceen in Noord-Amerika leefden. Ze behoren tot de Gypaetinae. 

## Soorten
Het geslacht Palaeoborus omvat de volgende soorten:
- P. howardae (Brodkorb 1964) - deze soort leefde in het Midden-Mioceen met een fossiele vondst in Nebraska;
- P. rosatus (Miller & Compton 1939) - de typesoort leefde in het Vroeg-Mioceen en is bekend uit South Dakota;
- P. umbrosus (Brodkorb 1964) - deze soort leefde in het Vroeg-Plioceen en een bijna compleet skelet is gevonden in New Mexico.